# Добровільне спортивне товариство

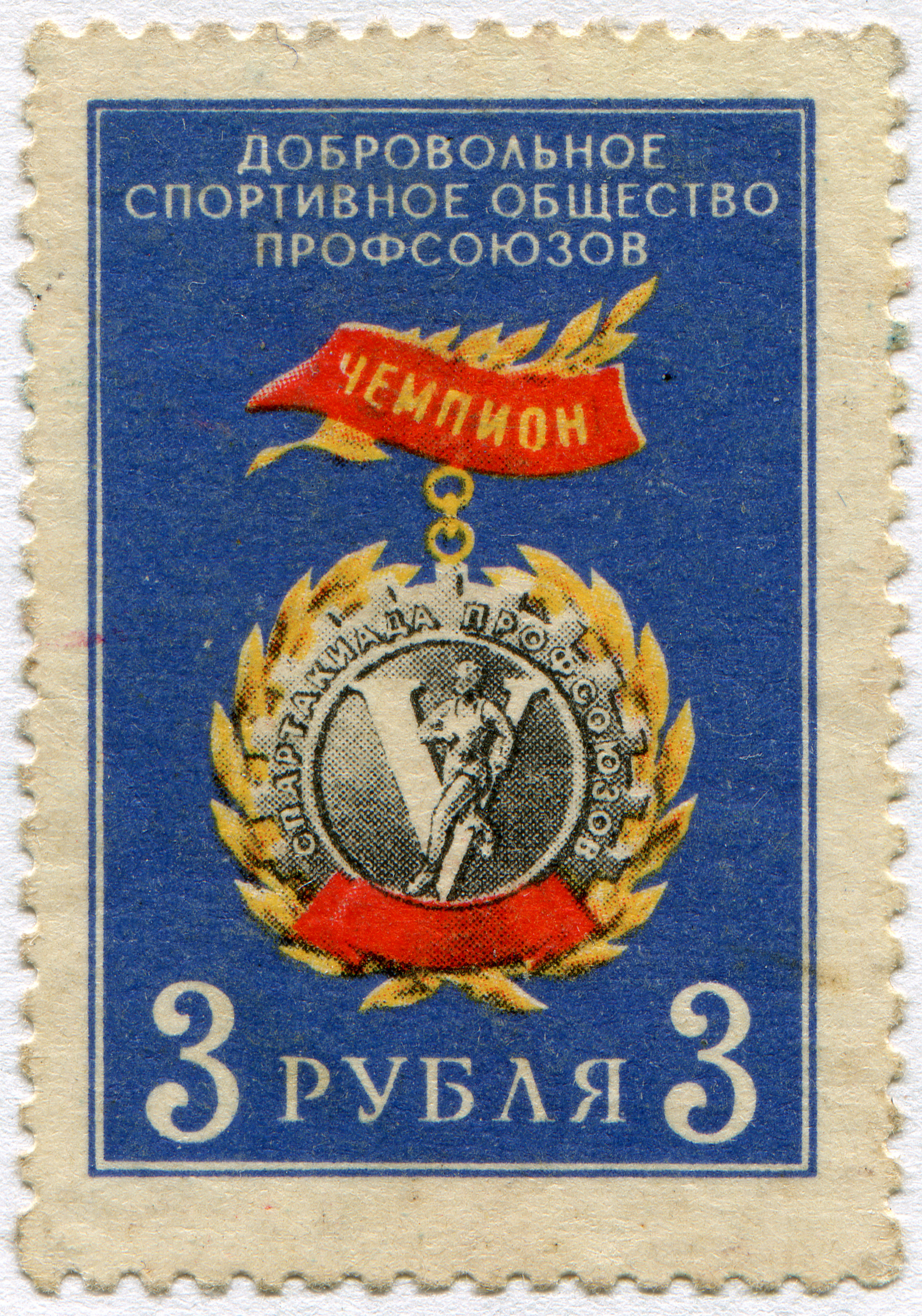

Добровільні спортивні товариства (ДСТ) (рос. Добровольное спортивное общество) — спортивні організації в СРСР і соціалістичних країнах, створені на основі територіального (в союзних республіках) або виробничо-галузевої ознаки для об'єднання громадян, що займаються фізкультурою, спортом і туризмом в цілях вирішення завдань розвитку масової фізичної культури, спорту і туризму, а також підготовки значкистів «Готовий до праці і оборони СРСР», «Турист СРСР», спортсменів- розрядників, майстрів спорту та підвищення майстерності спортсменів, діяли на основі принципів широкої самодіяльності відповідно до затверджених статутами ДСТ, через свої первинні організації, дитячо юнацькі спортивні школи (ДЮСШ), а також спортивні клуби об'єднували колективи фізичної культури районів, областей, республік, підприємств, установ, навчальних закладів, організацій, однієї або декількох галузей народного господарства і т. п.

### Історія
Спортивні товариства в СРСР почали створюватися в середині 1930-х років. Первинними організаціями ДСТ були колективи фізичної культури на підприємствах, в установах, колгоспах, радгоспах, навчальних закладах та ін., а також спортивні клуби.
У 1936-1938 рр. були створені ДСТ в профспілках, а також всесоюзне спортивне товариство «Урожай», яке об'єднувало працівників державного сектора в сільському господарстві (МТС, радгоспи і т.д.), споживчої кооперації, сільської інтелігенції, а також студентів і учнів середніх сільськогосподарських навчальних закладів ; в 1943 р. фізкультурники шкіл ФЗН і ремісничих училищ були об'єднані в суспільство «Трудові резерви».
У 1950-х роках організовані сільськогосподарські ДСТ в союзних республіках.
У жовтні 1957 р президія ВЦРПС ухвалила рішення про чергову реорганізацію - переходу від галузевого до територіального принципу побудови ДСТ, тоді ж було створено ДСТ «Труд» РРФСР, що увібрало в себе кілька галузевих ДСТ. Це ж відбулося в інших республіках.
Потім спортивні товариства кілька разів «укрупнювалися» (зливалися в більш великі).
До початку 1970-х років склалася наступна система спортивних товариств. На 1 січня 1970 діяло 114 000 первинних організацій ДСТ, в тому числі 105 000 профспілкових. ДСТ мали 1350 дитячо-юнацьких спортивних шкіл, численні групи вдосконалення спортивної майстерності, клуби за видами спорту та ін., заняття в яких вели 50 000 тренерів. ДСТ спільно з профспілковими організаціями, підприємствами, колгоспами та ін. здійснювали будівництво спортивних споруд. У 1970 році ДСТ мали 2490 стадіонів, 59 тис. футбольних полів, 14,4 тис. комплексних спортмайданчиків, 10,2 тис. спортивно-гімнастичних залів, 950 штучних басейнів, близько 270 тис. майданчиків для спортивних ігор.
До 1970-х років існували:
- 6 всесоюзних галузевих ДСТ, що діють за виробничо-галузевим принципом[3] :
  - «Спартак» (1935) - об'єднував членів промислової кооперації, а з 1960 - і працівників місцевої промисловості, комунального господарства, зв'язку, автотранспорту і шосейних доріг, геологорозвідки, культури, державних установ, авіації, медицини, державної торгівлі, освіти, харчової промисловості;
  - «Локомотив» (1936) - членів профспілки робітників залізничного транспорту;
  - «Водник» (1938) - членів профспілки робітників морського і річкового флоту;
  - «Трудові резерви» (1943) - учнів навчальних закладів та працівників профтехосвіти;
  - «Буревісник» (1957) - студентів, професорсько-викладацький склад і співробітників ВНЗ;
  - «Зеніт» (1967) - працівників ряду галузей машинобудівної промисловості СРСР;

У 1982 р було створено два всесоюзних ДСТ: профспілковий «Труд» і сільське «Урожай», які об'єднали відповідні республіканські ДСТ.
У 1986 р було створено об'єднане Всесоюзне добровільне фізкультурно-спортивне товариство (ВДФСО) профспілок, куди увійшли ДСТ «Спартак», «Зеніт», «Буревісник», «Трудові резерви», «Водник», «Локомотив», «Труд» і «Урожай».
Кожне товариство мало прапор, емблему, спортивну форму, нагрудний знак. Керівництво профспілковими спортивними товариствами здійснював Всесоюзна рада ДСТ профспілок. Рада організовувала змагання між спортивними товариствами, спартакіади профспілок СРСР, фізкультурні свята, навчально-тренувальні збори; забезпечував участь ДСТ у всесоюзних і міжнародних першостях і чемпіонатах.
При Раді були створені федерації з видів спорту, тренерські поради, колегії суддів та ін. Діяльність Всесоюзної ради спрямовувалася і фінансувалася ВЦРПС.

### Список ДСТ

#### Всесоюзні
- «Авангард» (профспілка робітників важкого машинобудування і, пізніше, також працівники транспорту)[4]
- «Автомотор» (шофери Півдня СРСР)[5]
- «Азот» (працівники азотно-тукової промисловості)
- «Більшовик» (працівники політпросвітзакладів)[6]
- «Папірник» (працівники паперової промисловості)
- «Буревісник» (студенти і викладачі вишів)
- «Водник» (працівники водного транспорту)
- «Гірняк» (спочатку працівники підприємств гірничо-рудної промисловості, пізніше доповнено працівниками підприємств видобутку і обробки кольорових металів[7])
- «Дзержинець» (профспілка робітників транспортного машинобудування)
- «Динамо» (працівники відділу внутрішніх справ і держбезпеки)
- «Зеніт» (працівники деяких високотехнологічних галузей промисловості)
- «Іскра» (працівники підприємств обробки кольорових металів)[7]
- «Мистецтво» (працівники мистецтва)[6]
- «Каучук» (працівники гумово-каучукової промисловості)
- «Колос» (працівники радгоспів і районних МТС)
- «Комунар» (профспілка робочий радгоспу і МТС)
- «Консервщик»(профспілка консервної промисловості)
- «Червона зірка» (працівники лісозаготівельної, паперової, меблевої музичної, фанерно-сірникової промисловості)
- «Червоний прапор »(профспілка бавовняків)
- «Червоний кондитер»
- «Крила Рад» (працівники авіаційної промисловості)
- «Локомотив» (працівники залізничного транспорту)
- «Машинобудівник» (профспілка робітників середнього машинобудування)
- «Медик» (профспілка медичних працівників)
- «Металіст» (профспілка метизної промисловості)
- «Металург» (профспілка металургійної промисловості)
- «Блискавка» (профспілка працівників зв'язку)
- «Моноліт» (профспілка лакофарбової промисловості)
- «Мотор» (профспілка трамвайників)
- «Жовтень» (профспілка працівників держустанов)
- «Основа» (працівники бавовняної промисловості)
- «Харчовик» (працівники хлібопекарської, рибної, тютюнової, пивоварної промисловості)
- «Полум'я» (профспілка швейників)
- «Поліграфіст» (працівники поліграфічної промисловості півночі СРСР)[6]
- «Правда» (працівники поліграфічної промисловості центру і півдня СРСР)[6]
- «Прибій» (профспілка рибної промисловості)
- «Пролетарська перемога» (профспілка працівників взуттєвої промисловості)
- «Рекорд» (профспілка працівників держпідприємств)
- «Батьківщина» (профспілка верстатобудівної промисловості)
- «Рот Фронт» (профспілка середнього машинобудування)
- «Руда» (працівники залізорудної промисловості)
- «Салют» (працівники верстатобудівної промисловості)
- «Літак» (працівники цивільного повітряного флоту)[6]
- «Сільмаш» (працівники сільськогосподарського машинобудування)
- «Снайпер» (працівники точного машинобудування)
- «Спартак» (працівники сфери послуг, культури)
- «Сталінець» (профспілка електромашинобудування)
- «Сталь» (профспілка металургійної промисловості)
- «Старт» (суспільство шоферів Москви і Ленінграда)
- «Стріла» (профспілка будівельників метро)
- «Будівельник» (профспілка будівельників важкої промисловості)
- «Суднобудівельник» (профспілка робітників суднобудівної промисловості)
- «Темп»
- «Товариш» (профспілка працівників держустанов)
- «Торпедо» (працівники автомобільної промисловості)
- «Трактор» (працівники тракторної промисловості)
- «Труд»
- «Трудові резерви» (учні ПТУ та технікумів)
- «Учитель» (профспілка працівників початкових і середніх шкіл)
- «Урожай» (працівники держсектора в сільському господарстві / МТС, радгоспи і т.д. /, споживчої кооперації, сільської інтелігенції, а також учні середніх сільськогосподарських навчальних закладів)[1]
- «Хімік» (профспілка хімічної промисловості)
- «Кольорові метали» (робітники підприємств кольорової металургії[8]і видобутку кольорових металів[7])
- «Шахтар» (профспілка шахтарської промисловості)
- «Шерстяник» (профспілка вовняної промисловості)
- «Юність» (профспілка вовняної промисловості)

#### Республіканські
У 1957—1982 роках у Радянському Союзі було 30 республіканських ДСТ, по 2 на кожну союзну республіку (одне об'єднувало працівників промисловості, інше — працівників сільського господарства):
| Республіка          | Працівників промисловості | Працівників сільського господарства |
| ------------------- | ------------------------- | ----------------------------------- |
| РРФСР               | «Труд»                    | «Колгоспник»                        |
| Українська РСР      | «Авангард»                | «Колос»                             |
| Білоруська РСР      | «Червоний прапор»         | «Урожай»                            |
| Казахська РСР       | «Енбек» (Труд)            | «Кайрат»                            |
| Узбецька РСР        | «Мехнат» (Труд)           | «Пахтакор» (бавовняр)               |
| Киргизька РСР       | «Алга» (Вперед)           | «Колхозчі»                          |
| Туркменська РСР     | «Захмет» (Труд)           | «Колхозчі»                          |
| Вірменська РСР      | «Ашхатанк» (Труд)         | «Севан»                             |
| Таджицька РСР       | «Таджикистан»             | «Хосілот» (Урожай)                  |
| Азербайджанська РСР | «Нефтчі» (Нафтовик)       | «Мехсул» (Урожай)                   |
| Грузинська РСР      | «Гантіаді» (Світанок)     | «Колмеурне» (Колгоспник)            |
| Молдавська РСР      | «Молдова»                 | «Колхознікул»                       |
| Латвійська РСР      | «Даугава»                 | «Варпа» (Колос)                     |
| Литовська РСР       | «Жальгіріс» (Зелений ліс) | «Нямунас» (Німан)                   |
| Естонська РСР       | «Калев»                   | «Йиуд» (Сила)                       |

У 1982 році всі республіканські ДСТ були об'єднані в 2 всесоюзних, які отримали назву «Труд» і «Урожай».